# The One That You Love (singolo)
The One That You Love è un singolo della cantautrice statunitense LP, pubblicato dalla Warner Bros. il 23 luglio 2020.
L'11 ottobre 2020 LP pubblica un'inedita versione acustica del brano per la rivista Rolling Stone.

## Tracce
1. The One That You Love – 3:39

## Successo commerciale
In Italia il brano è stato il 48º più trasmesso dalle radio nel 2020.

## Classifiche
| Classifica (2020) | Posizione massima |
| ----------------- | ----------------- |
| Belgio (Vallonia) | 88                |